# Мара Такла Гайманот
Мара Такла Гайманот — імператор (негус) Ефіопії, засновник династії Загве.

## Правління
Народився у провінції Ласта. Мара одружився з донькою короля Аксумського царства Діл-На'ода, Масобою Варк. Після цього фактично усунув свого попередника й заснував власну династію. Інші джерела вважають, що Діл На'ода від влади усунула Юдиф, кузина Такли Гайманота, після якої він успадкував імперію.
Існують різні версії щодо часу вступу на престол: одні джерела вважають, що династія Загве правила упродовж 333 років, інші — 133 років. Таким чином, якщо рахувати від 1270 року, кінця правління династії, роком початку правління Мари Такли Гайманота можна вважати або 937, або 1137.
Розміри його царства були значно меншими, ніж на початку правління Соломонової династії. Імперія тих часів включала області Ласта, Вог, Тиграй, а також північний Бегемдер.